# Ji Liping
Ji Liping (República Popular China, 9 de diciembre de 1988) es una nadadora china especializada en pruebas de estilo braza, donde consiguió ser subcampeona mundial en 2011 en los 4 x 100 metros estilos.

## Carrera deportiva
En el Campeonato Mundial de Natación de 2011 celebrado en Shanghái ganó la medalla de plata en los relevos de 4 x 100 metros estilos, nadando el largo de braza, con un tiempo de 3:55.61 segundos, tras Estados Unidos (oro con 3:52.36 segundos) y por delante de Australia (bronce).